# 1872 w literaturze
Wydarzenia literackie w 1872 roku.

## Nowe utwory
- polskojęzyczne
  - Norbert Bonczyk – Pamiętniki szkolarza miechowickiego

- obcojęzyczne
  - Friedrich Nietzsche – Narodziny tragedii czyli Hellenizm i pesymizm
  - Jules Verne – W osiemdziesiąt dni dookoła świata (fr. Le tour du monde en quatre-vingt jours)

## Tłumaczenia
- na język polski
  - Robert Montgomery Bird – Duch puszczy (ang. Nick of the Woods, or the Jibbenainesay); oprac. Władysław Ludwik Anczyc[1]
  - Joseph Eduard Konrad Bischoff – Stary Bóg żyje, tłum. Norbert Bonczyk

## Urodzili się
- 24 stycznia – Ethel Turner, brytyjska powieściopisarka (zm. 1958)
- 5 marca – Ludwik Szczepański, polski literat, publicysta, dziennikarz i poeta (zm. 1954)
- 6 marca – Johan Bojer, norweski pisarz, epik, reprezentant realizmu (zm. 1959)
- 11 kwietnia – Aleksander Stavre Drenova, albański poeta (zm. 1947)
- 21 maja – Teffi, rosyjska prozatorka, poetka, felietonistka (zm. 1952)
- 27 czerwca – Paul Laurence Dunbar, amerykański poeta i prozaik (zm. 1906)
- 22 lipca – Witold Łaszczyński, polski pisarz (zm. 1949)
- 15 sierpnia – Aurobindo Ghose, indyjski filozof, prozaik, poeta, krytyk literacki, tłumacz i publicysta (zm. 1950)
- 18 sierpnia – Hugo Bettauer, austriacki dziennikarz i pisarz (zm. 1925)
- 24 sierpnia – Max Beerbohm, angielski eseista, pisarz satyryczny i rysownik-karykaturzysta (zm. 1956)
- 10 września – Władimir Arsienjew, rosyjski badacz Dalekiego Wschodu, pisarz (zm. 1930)
- 22 września – Eleanor Hallowell Abbott, amerykańska pisarka i poetka (zm. 1958)
- 26 września – Max Ehrmann, amerykański pisarz i prawnik (zm. 1945)
- 8 października – John Cowper Powys, angielski poeta, prozaik i eseista (zm. 1963)
- 18 października – Michaił Kuzmin, rosyjski poeta, pisarz i kompozytor (zm. 1936)
- 9 listopada – Bohdan Łepki, ukraiński prozaik, poeta i literaturoznawca (zm. 1941)
- 25 listopada – Robert de Flers, francuski dramatopisarz (zm. 1927)
- 30 listopada – John McCrae, kanadyjski poeta i lekarz (zm. 1918)
- 28 grudnia – Pío Baroja, hiszpański pisarz, jeden z głównych twórców pokolenia 98 (zm. 1956)
- Leon Choromański, polski pisarz, poeta, dramaturg, tłumacz oraz satyryk (zm. 1953)

## Zmarli
- 29 stycznia – Edwin Atherstone, angielski poeta, prozaik i dramaturg (ur. 1788)
- 23 października – Théophile Gautier, francuski pisarz, prekursor parnasizmu (ur. 1811)
- 31 grudnia – Aleksis Kivi, fiński pisarz (ur. 1834)